# Château d'Otočec
 (juin 2017).
Si vous disposez d'ouvrages ou d'articles de référence ou si vous connaissez des sites web de qualité traitant du thème abordé ici, merci de compléter l'article en donnant les références utiles à sa vérifiabilité et en les liant à la section « Notes et références ».
Le château d'Otočec est un château slovène situé dans la ville du même nom.

## Historique
Des documents du XIIIe siècle relatent son existence.
Construit sur une île au milieu du cours de la Krka, il est l’unique exemple de Wasserburg en Slovénie.
Aujourd'hui, il a été reconverti en hôtel de luxe.

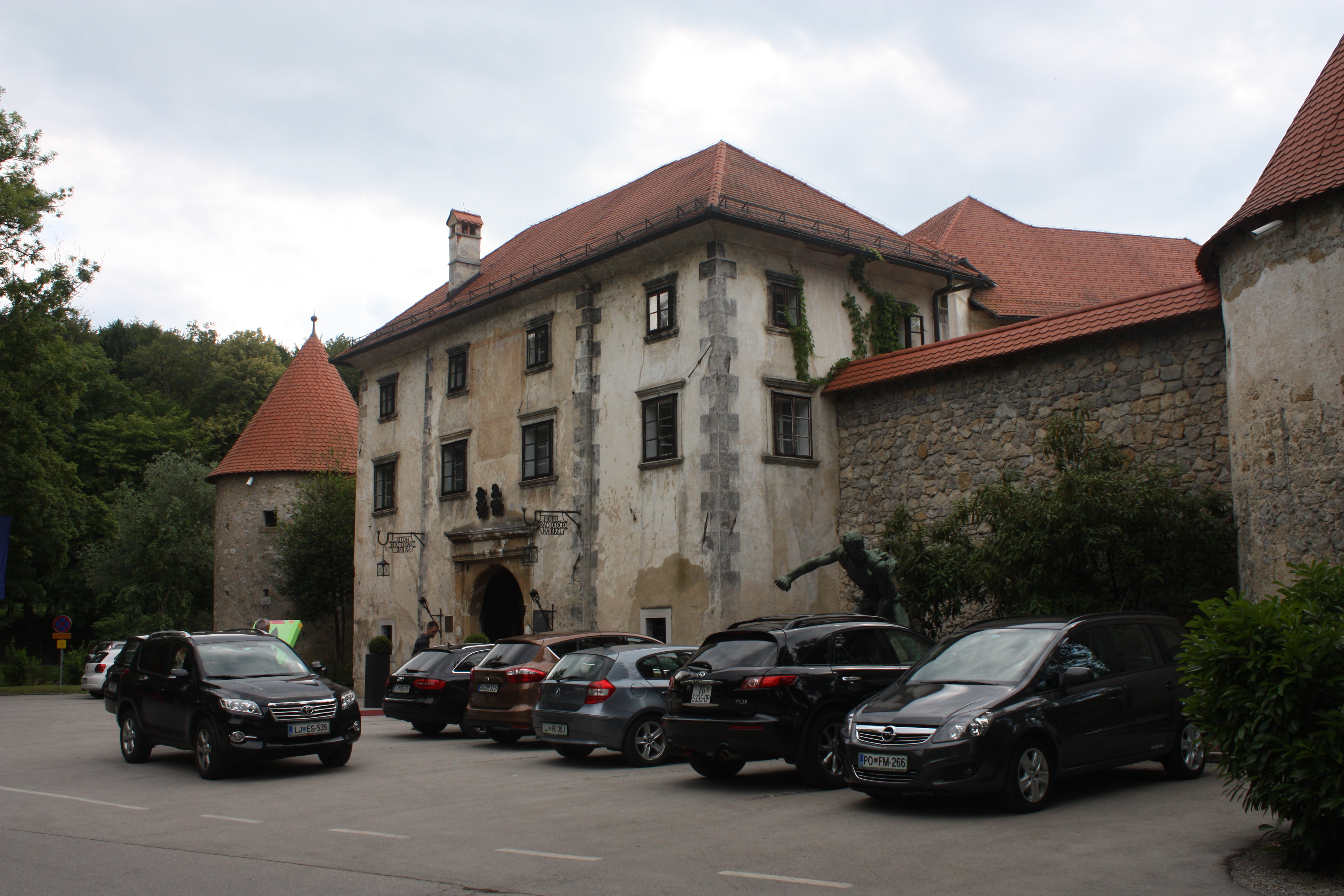